# Thecodontia

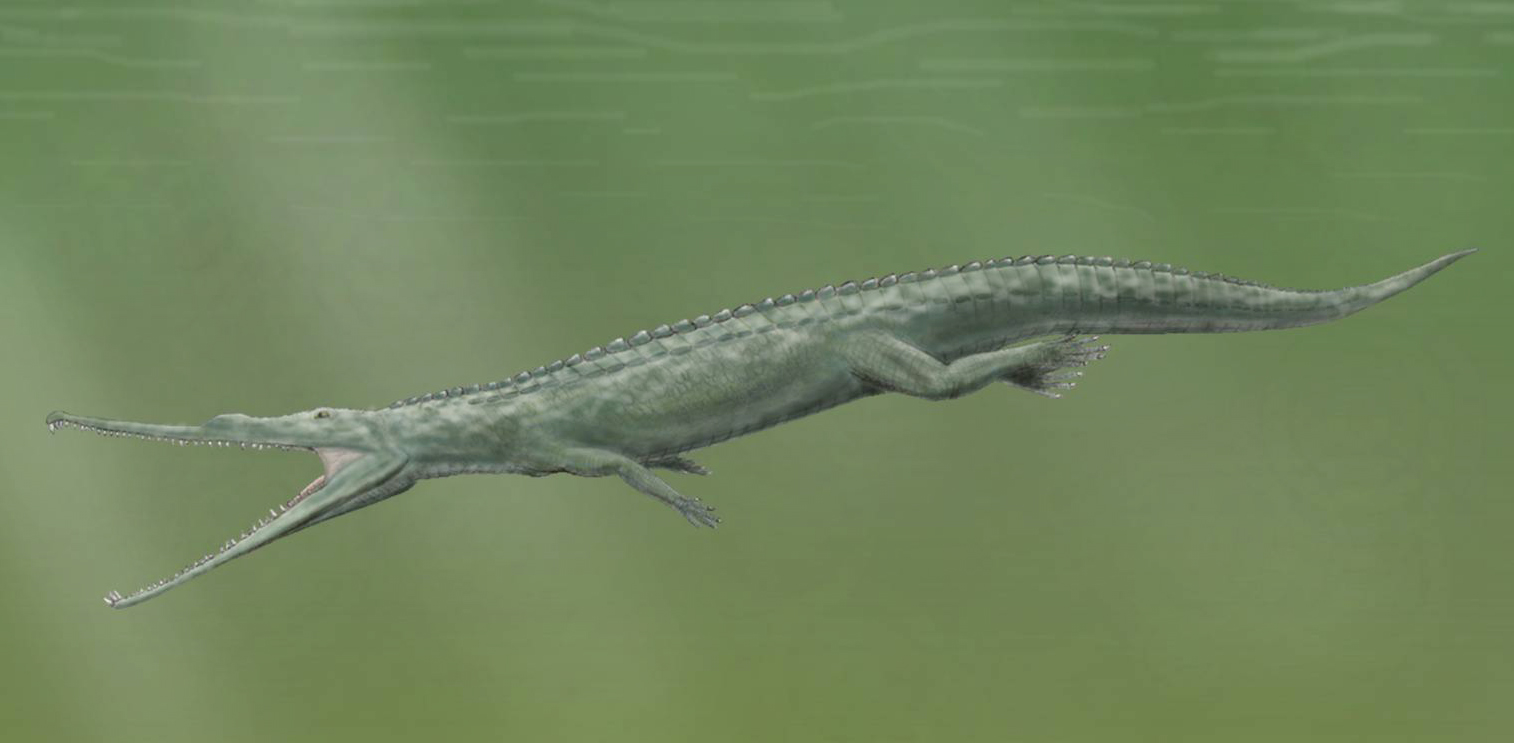
Restitution paléoartistique d'un Parasuchus.

Les Thecodontia, ou thécodontes, sont un groupe paraphylétique d'archosaures. Leur allure générale était celle des crocodiles actuels.
Créé en 1859 en se basant sur leurs dents, fixées par leur base mais sans racine insérée dans un logement, ce groupe n'est plus accepté comme monophylétique par les cladistes depuis les années 1980.